# Kostel Všech svatých (Žumberk)
Původně gotický kostel Všech svatých se nalézá v centru městyse Žumberk v okrese Chrudim. Kostel Všech svatých v Žumberku spolu se samostatně stojící přilehlou věžovitou zvonicí vytváří krajinnou výraznou dominantu městyse. Kostel je spolu s přilehlou ohradní hřbitovní zdí od 25. září 2012 chráněn jako kulturní památka.

## Historie
První písemná zmínka o kostele v Žumberku pochází z roku 1359, kdy je připomínán jako farní kostel. V 16. století až do roku 1621 zde byla fara evangelického vyznání, poté byl kostel až do roku 1682 připojen jako filiální kostel ke skutečské farnosti. V roce 1682 byla zřízena, na základě nadání Marie Maxmiliány Zárubové z Lišova, samostatná farnost v Žumberku.
V 15. století proběhla gotická přestavba kostela, ze které se dochoval gotický sanktuář. V roce 1782 byla provedena celková obnova kostela v barokním slohu a následně v roce 1880 proběhla další obnova kostela v novorománském a novogotickém slohu, kdy kromě presbytáře a sakristie byla celá chrámová loď téměř od základu znovu zbudovaná a kostel byl o šest metrů prodloužen.
V kostele se konají bohoslužby každou neděli.

## Popis

### Exteriér
Kostel Všech svatých v Žumberku je jednolodní, bezvěžová, orientovaná stavba s obdélnou lodí zakončenou půlkruhovým presbytářem, po jehož bocích byla přistavěna z jižní strany obdélná sakristie a ze severní obdélná kaple Panny Marie (dříve svatého Františka). 
Fasáda kostelní lodi a presbytáře je tvořena hladkou vápennou omítkou okrové barvy členěnou lizénovými rámy s obloučkovým vlysem nahoře. Podél celého kostela probíhá korunní římsa, sedlová střecha kostelní lodi a presbytáře je kryta taškami. Na přechodu mezi presbytářem a kostelní lodi je v sedlové střeše vztyčen štíhlý sanktusník s jehlancovou oplechovanou střechou.
Kostelní loď osvětlují po stranách čtveřice půlkruhových vysokých oken bez šambrán s parapety s prejzovou krytinou.
Vstup do kostela je v západním průčelí kostela s trojúhelným štítem s kamenným křížem ve vrcholu. Průčelí je svisle členěno lizénami do tří polí zakončených nahoře obloučkovým vlysem. Krajní pole průčelí jsou nečleněná, ve středním poli je umístěn hlavní vstup s půlkruhově zakončeným ostěním vstupního portálu. 
Nad vstupem je umístěna pamětní pískovcová deska s reliéfním nápisem: „Léta Páně 1880 / Za vlády jeho veličenstva a císaře a krále / Františka Josefa I. / byl tento chrám celý obnoven a prodloužen nákladem J.Jasn. / knížete Františka Josefa z Auerspergu a choti jeho, kněžny Vilemíny roz. hraběnky z Kinských /…“
Nad pamětní deskou je umístěno rozetové okno a nad ním se nalézají v šambráně s půlkruhovým záklenkem oplechovaná dvířka. Vystupujícími štíty se sedlovým zakončením a obloučkovým vlysem jsou zdobeny také sakristie a kaple.

### Interiér
Presbytář je zaklenut valenou klenbou s výsečemi, triumfální oblouk je nesený pilastry. V presbytáři se nalézá pozdně gotický sanktuář zdobený vimperkem, završeným oslím hřbetem s kraby a křížovou kytkou. Dále se zde nalézá znak se šesti štíty dřívějších majitelů Žumberka, z počátku 15. století: Meziříčských z Lomnice, pánů z Boskovic, ze Šternberka a Říčan. Kostelní loď je plochostropá se stěnami členěnými toskánskými pilastry a s kruchtou s varhanami od mistra Kobrleho z Lomnice nad Popelkou.
Zařízení kostela je převážně novobarokní, za zmínku stojí kamenná křtitelnice ze druhé poloviny 17. století, zdobená reliéfními akanty a v kapli umístěný náhrobní kámen Felixe Sebastianiho z Častolovic z roku 1780.

## Galerie

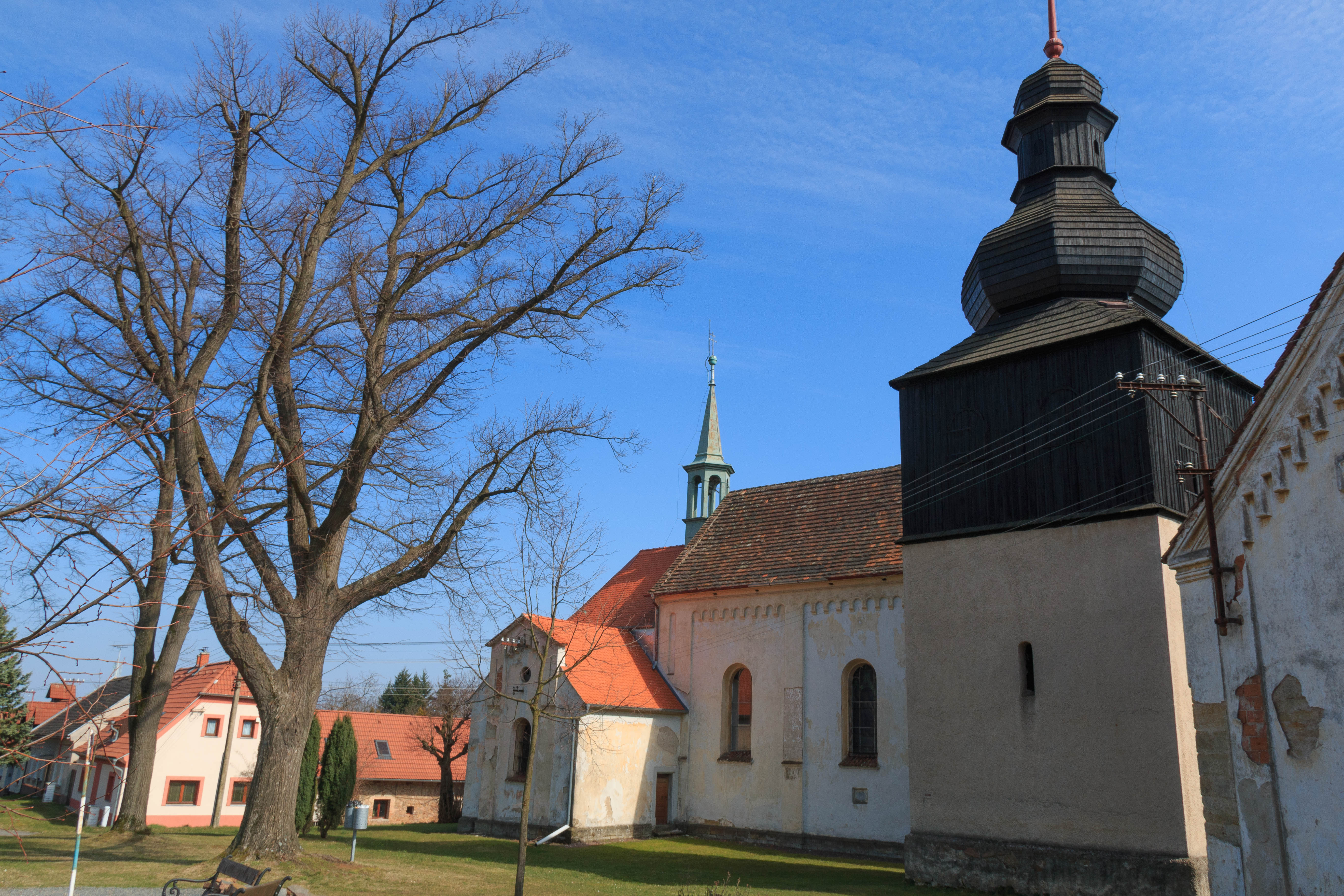
Kostel Všech svatých
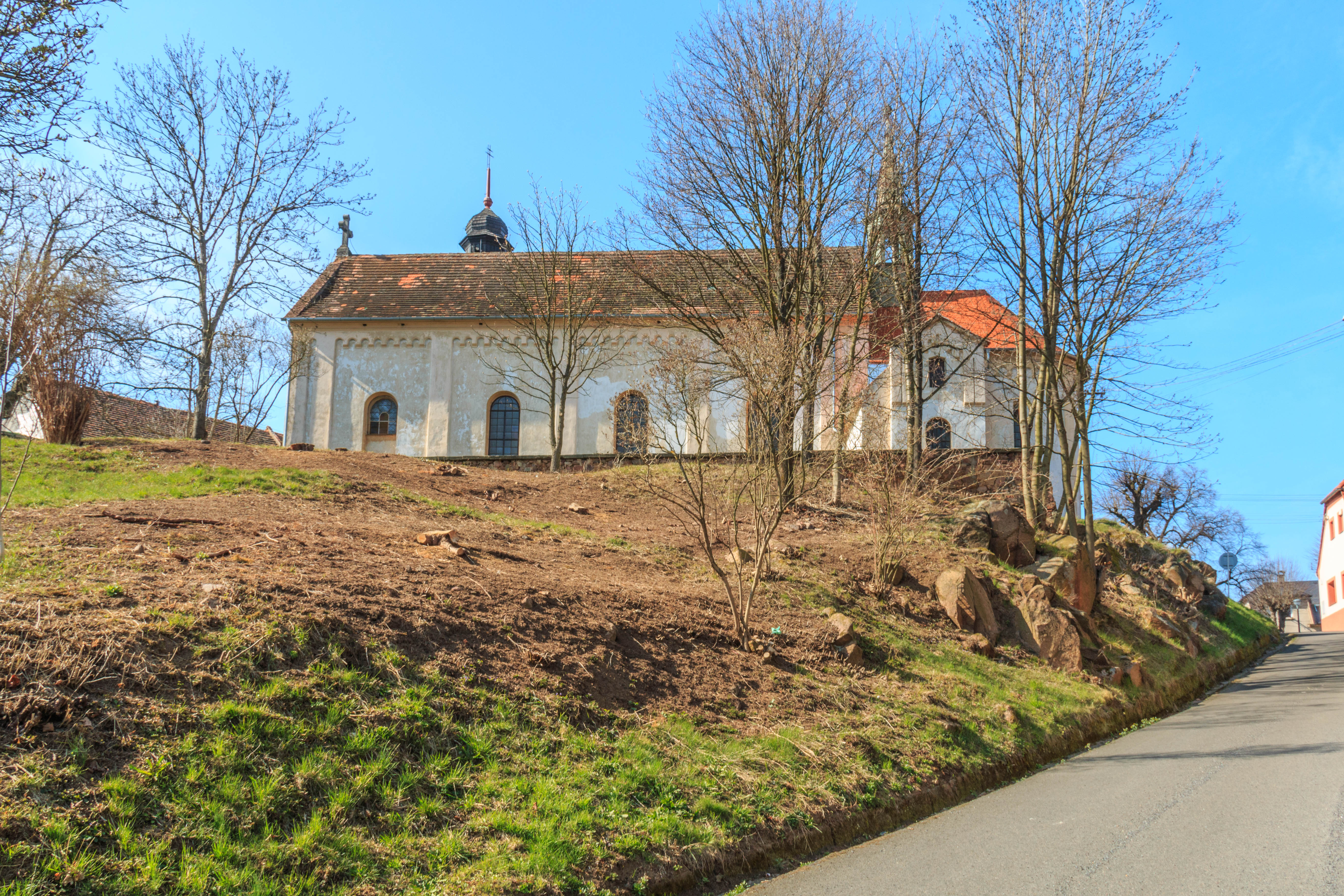
Kostel Všech svatých
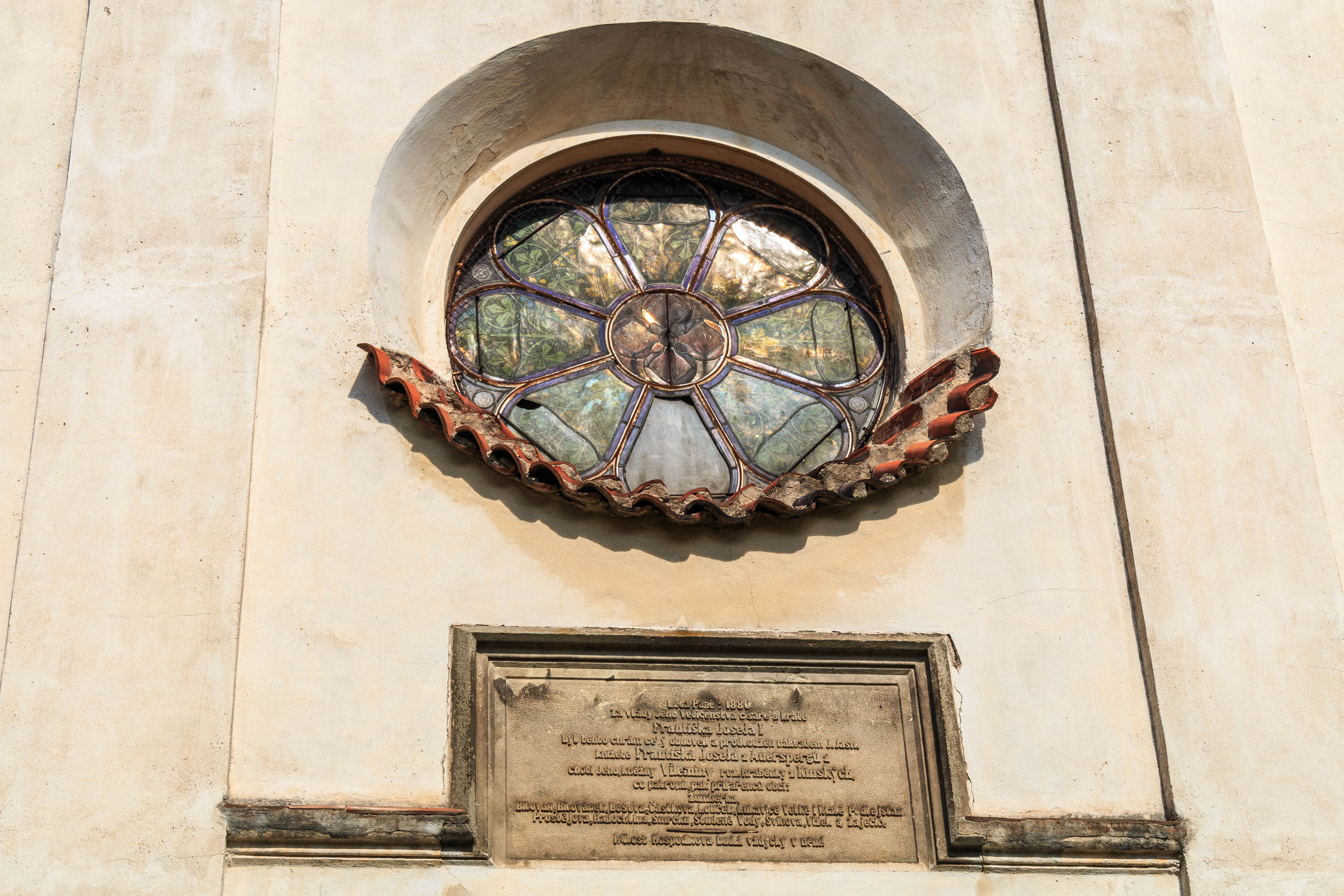
Pamětní deska a rozetové okno
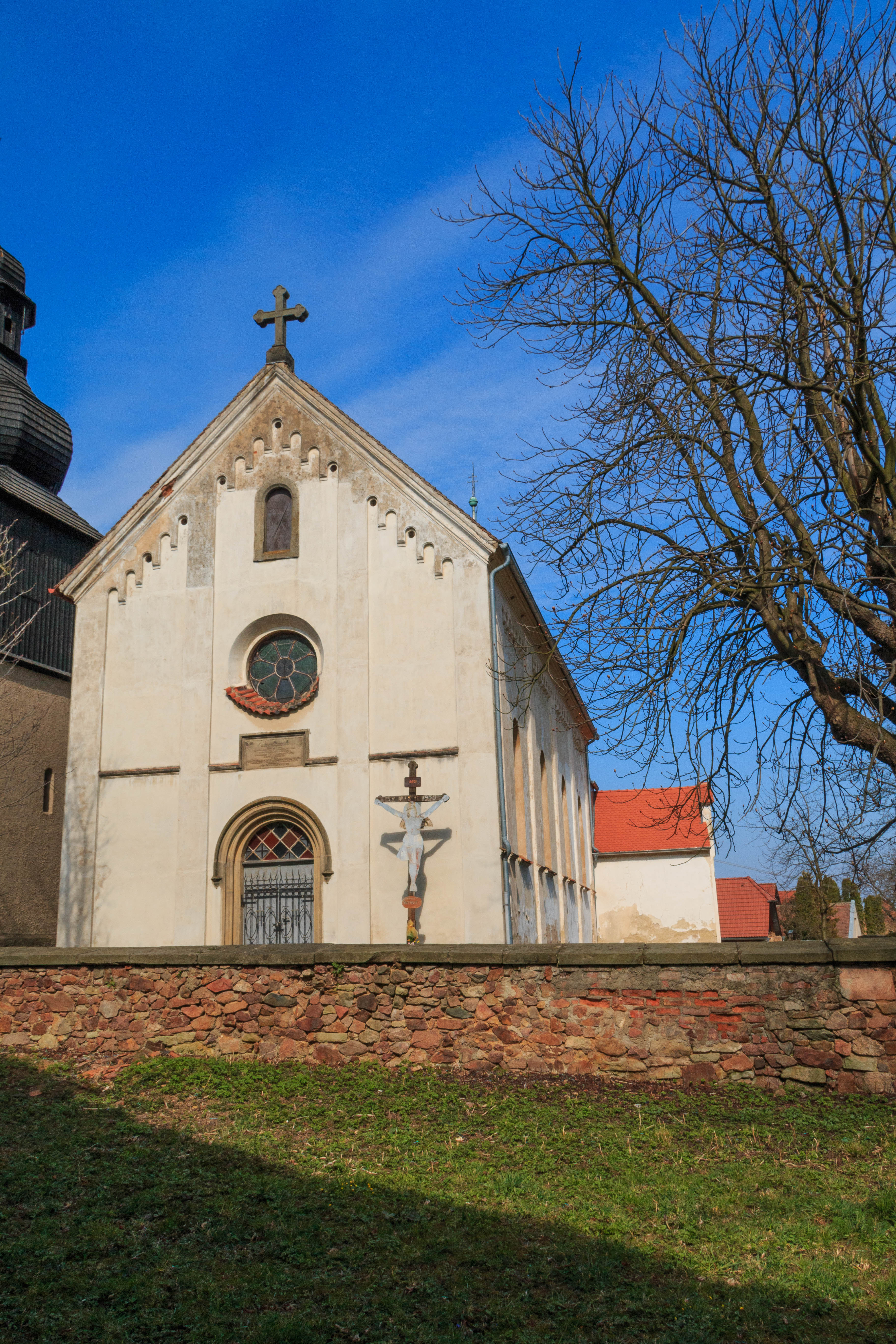
Vstupní průčelí kostela